# Christmas Sky
Christmas Sky is een album van Jordan Rudess waarop hij kerstliedjes speelt. Het album is opgenomen en uitgebracht in 2002. De nummers zijn improvisaties op piano en synthesizer gebaseerd op traditionele  kerstliederen. Er staat één nieuw nummer van Rudess op het album.

## Nummers
1. White Christmas – 5:29
2. God Rest Ye Merry Gentlemen – 3:19
3. Silent Night – 3:56
4. The Little Drummer Boy – 3:22
5. I Wonder When I Wander – 4:31
6. The Christmas Song – 3:06
7. O Holy Night – 4:10
8. What Child Is This – 4:00
9. It Came Upon a Midnight Clear – 2:11
10. The First Noel – 4:06
11. Andelusion (Rudess) – 5:33